# Tour de Ząbkowice Śląskie
La tour penchée de Ząbkowice Śląskie est une tour médiévale de Ząbkowice Śląskie, une ville de Basse-Silésie dans le sud-ouest de la Pologne. Elle se distingue par son inclinaison de 2,14 mètres d'écart à la verticale pour 34 mètres de hauteur. Un escalier de 139 marches mène à son sommet.

## Historique
Les origines de la tour sont de nos jours inconnues en raison de manque de documents écrits. Certains chercheurs allemands prétendent qu'il s'agit du vestige d'un ancien château existant avant la fondation de la ville (Bergfried). Le château aurait été construit par des ducs de Świdnica et détruit par les armées ayant combattu avec le roi Georges de Bohême[réf. souhaitée]. Les parties basses des murs (jusqu'à la hauteur de 10 mètres) sont construites en pierres et avec le mortier de chaux ce qui pourrait justifier l'âge du château,.
L'épaisseur des murs dépassant 4 mètres laisse supposer sa fonction défensive. Au XIVe siècle la ville a été agrandie, la tour est devenue le clocher de l'église Sainte-Anne qui a été achevée vraisemblablement en 1413. Le 24 août 1598 la tour s'est inclinée de 1,5 m probablement en raison de mouvements tectoniques. En 1858 la tour est détruite par un incendie qui a ravagé toute la ville, les autorités prussiennes décident de démolir l'ouvrage mais le conseil municipal s'y oppose et grâce à ses démarches l'édifice est rénové. Son dôme est remplacé par une attique.
La tour est ouverte aux visiteurs du 1er avril au 31 octobre tous les jours et du 1er novembre au 31 mars du mardi au samedi.

## Galerie

Face est (début de nocturne).
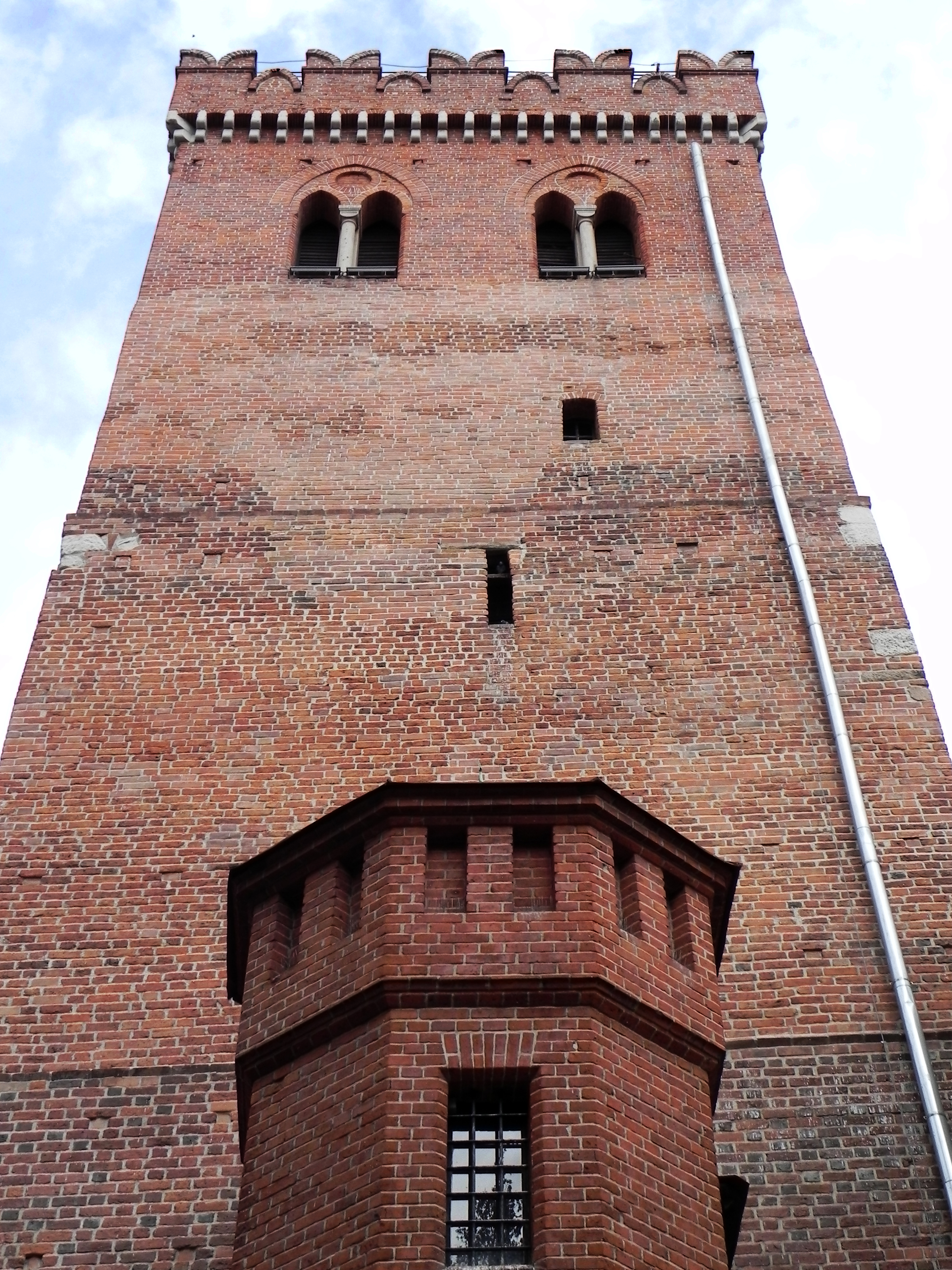
Face sud.
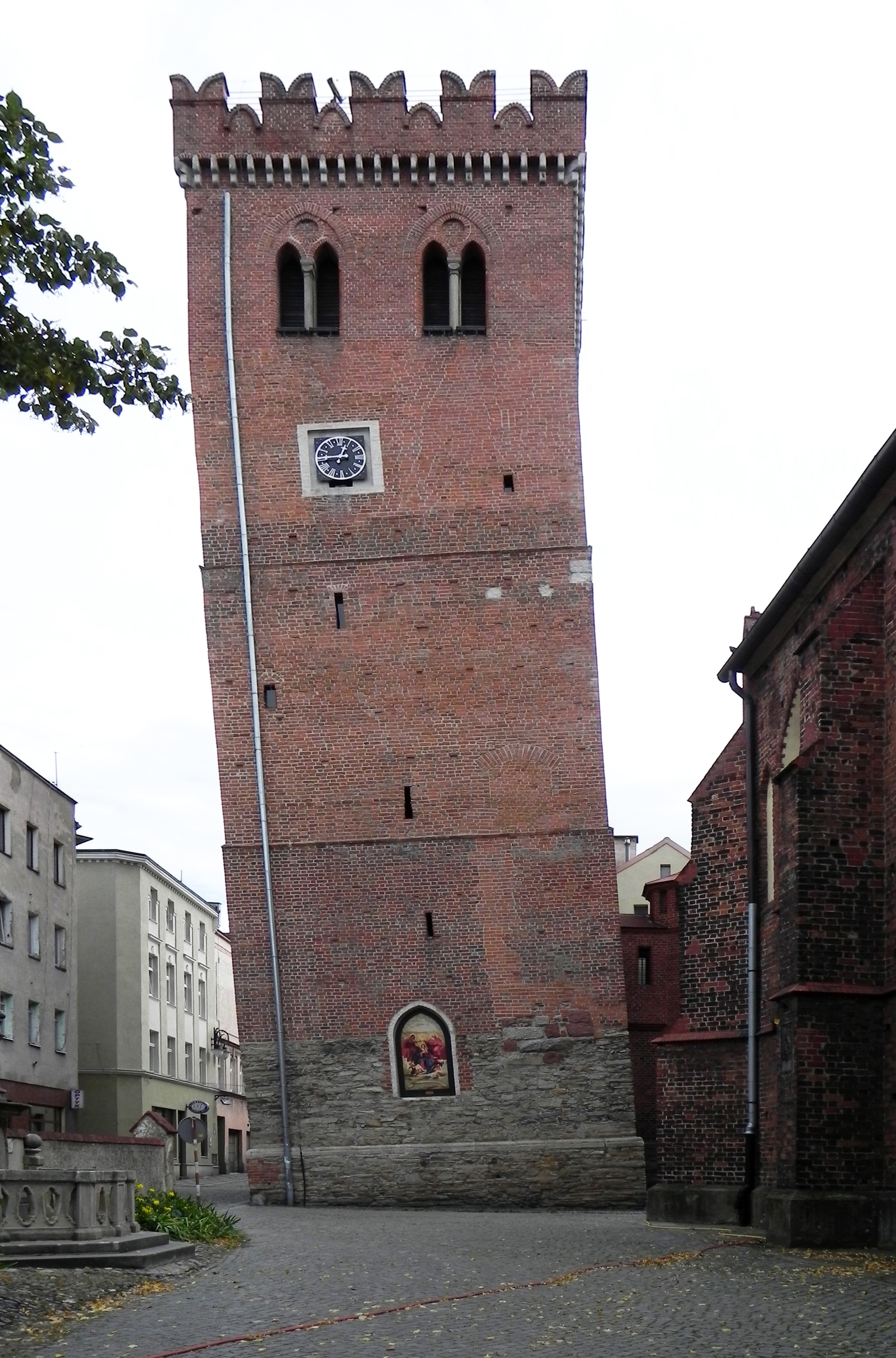
Face ouest.
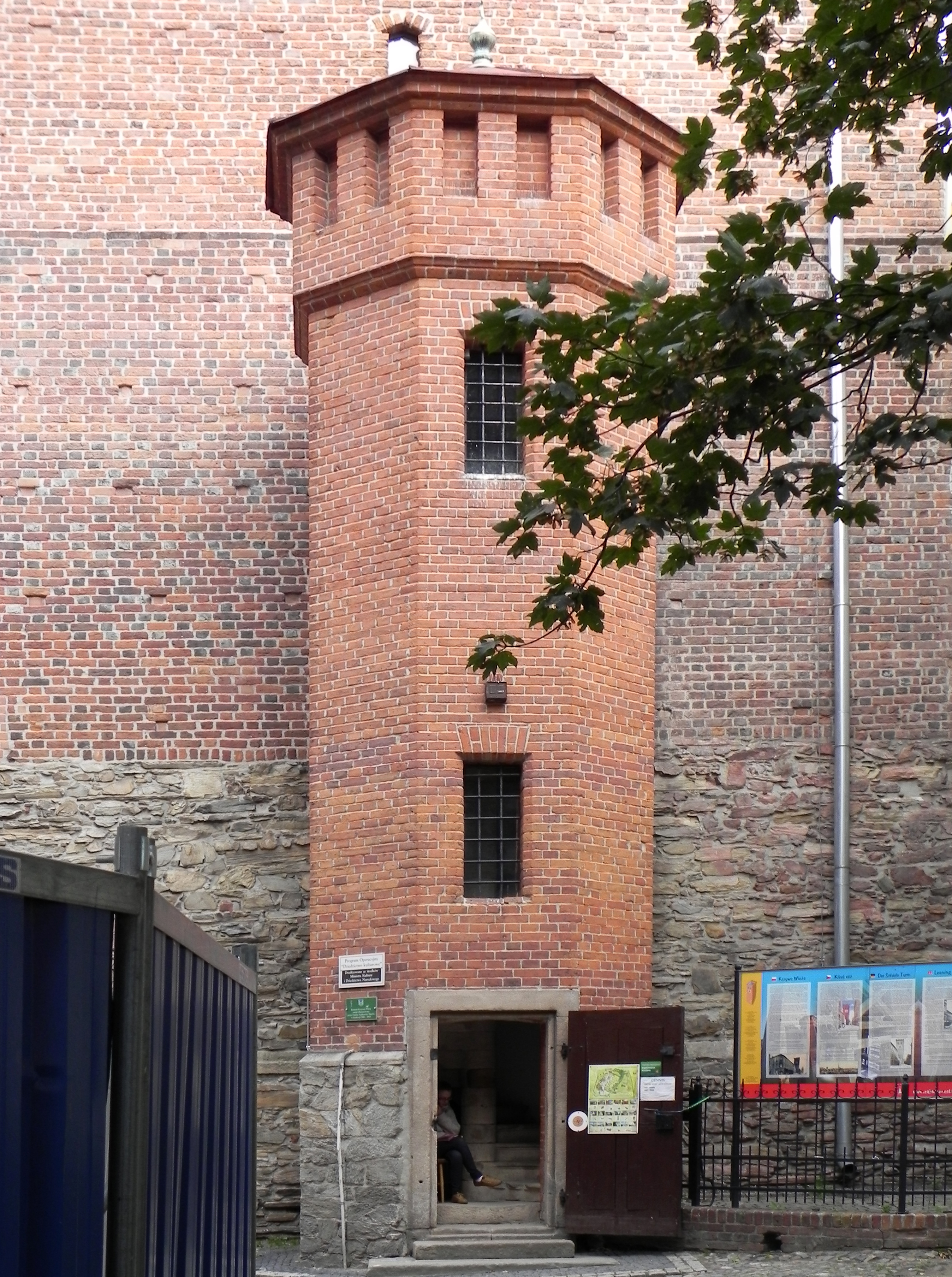
Entrée (côté sud).
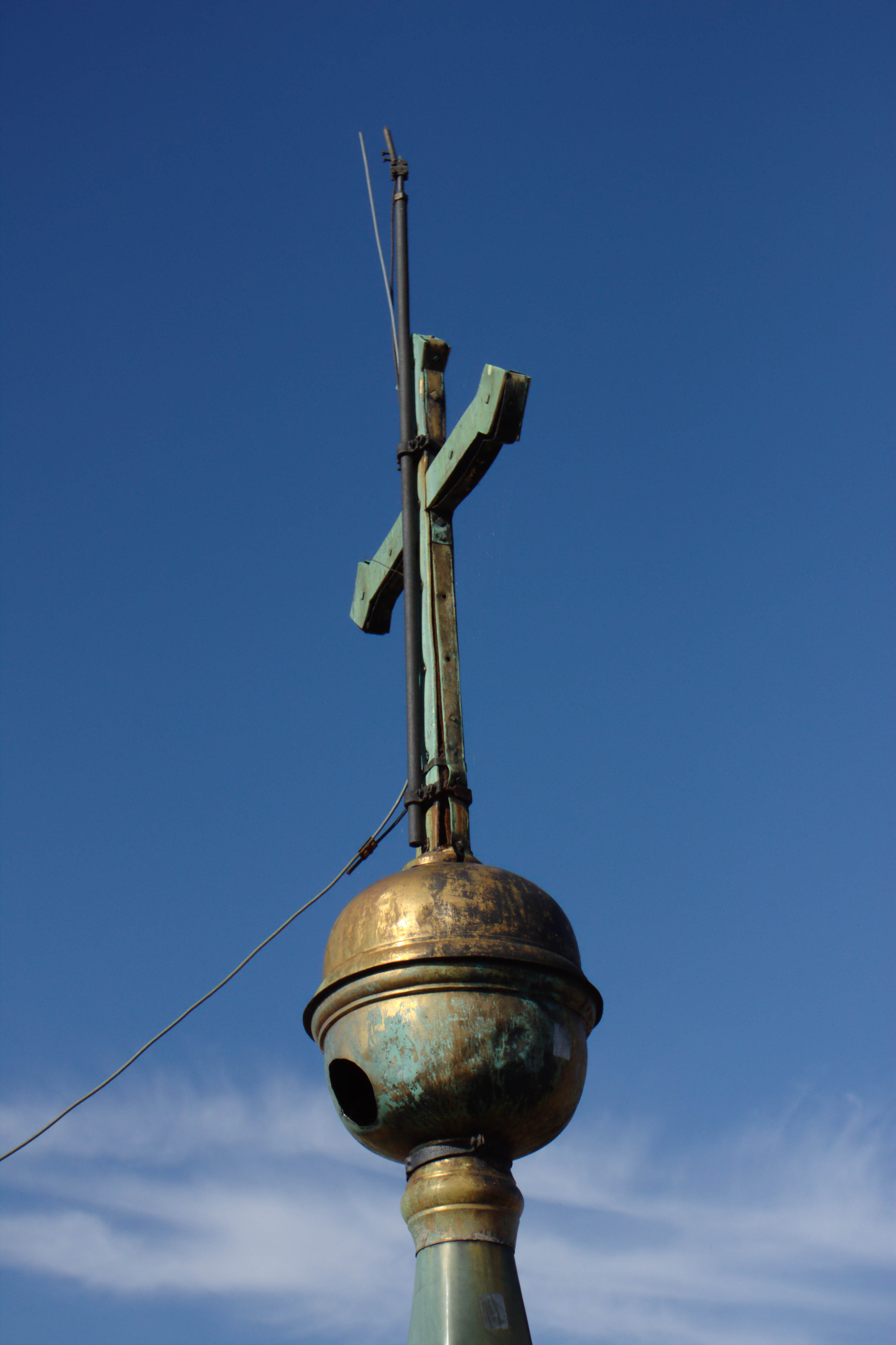
Croix du sommet.